# Exploració de Saturn

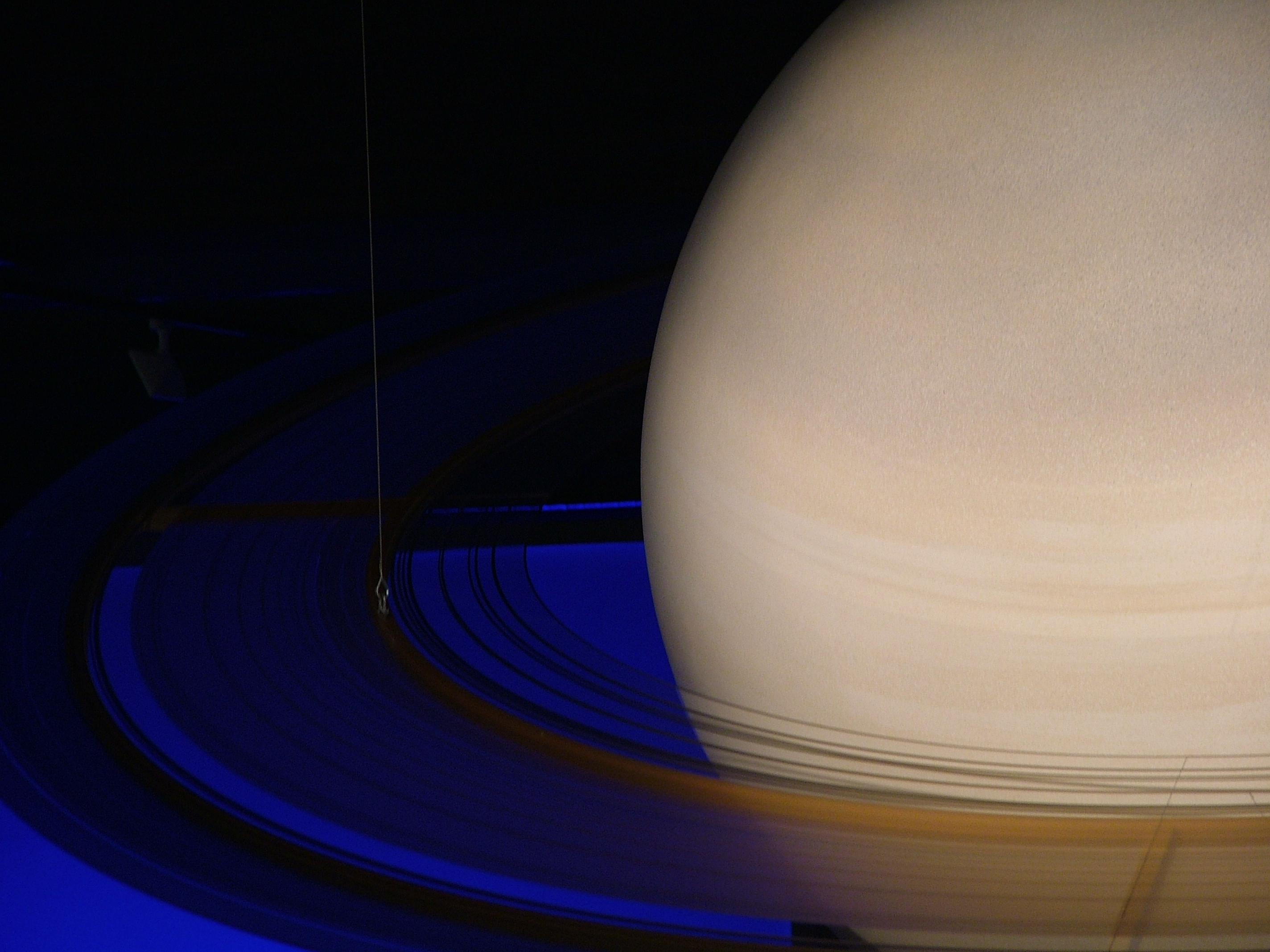
Il·lustració utilitzant les dades d'exploració, com es revela a Sternstunden a Oberhausen

L'exploració de Saturn s'ha fet exclusivament per sondes no tripulades. Tres missions van fer sobrevols, que van formar una base ampliada de coneixement sobre el sistema. La nau Cassini-Huygens va ser llançada el 1997, i ha estat en òrbita entre el 2004 i el 2017.

## Sobrevols

### Sobrevol Pioneer 11

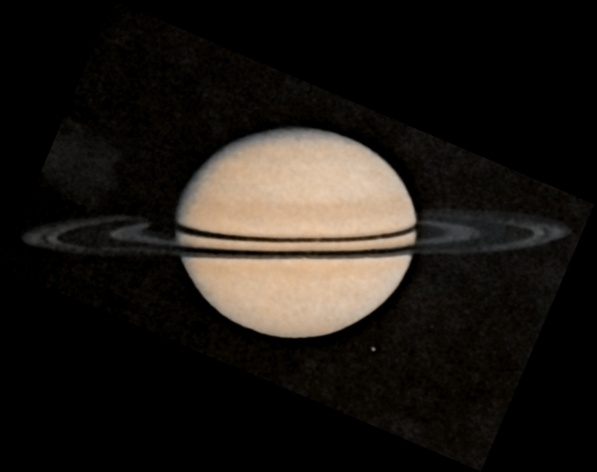
Imatge de Saturn de la Pioneer 11

Saturn va ser visitat per primera vegada per la Pioneer 11 al setembre de 1979. Va volar a 20.000 km de la part superior de la capa de núvols del planeta. Imatges de baixa resolució es van obtenir del planeta i algunes de les seves llunes, la resolució de les imatges no era prou bona com per distingir les característiques superficials. La nau espacial també va estudiar els anells, entre els descobriments van ser la fina F-anell i el fet que les llacunes fosques en els anells són brillants quan es veu cap al Sol, o en altres paraules, no estan buits de material. La Pioneer 11 també va mesurar la temperatura de Tità a 250 K.

### Voyager
El novembre de 1980, la sonda Voyager 1 va visitar el sistema de Saturn. Es va enviar les primeres imatges d'alta resolució del planeta, els anells i els satèl·lits. Les característiques superficials de diverses llunes es van observar per primera vegada. A causa del descobriment anterior d'una gruixuda atmosfera de Tità, els controladors de la Voyager del Laboratori de Propulsió Jet elegits per Voyager 1 per fer una aproximació propera de Tità. Això va augmentar en gran manera el nostre coneixement de l'atmosfera de la lluna, però també va demostrar que l'atmosfera de Tità és impenetrable en longituds d'ona visibles, de manera que no hi va haver detalls de la superfície van ser vists. El sobrevol també va canviar la trajectòria de la nau cap a fora del pla del sistema solar que va impedir la Voyager 1 es completés la Planetary Grand Tour (la Gran Volta Planetària) d'Urà, Neptú i Plutó.
Gairebé un any després, l'agost de 1981, la Voyager 2 va continuar l'estudi del sistema de Saturn. Més imatges en primer pla de les llunes de Saturn van ser adquirides, així com l'evidència dels canvis en els anells. La Voyager 2 va explorar l'atmosfera superior de Saturn, amb el seu radar, per mesurar perfils de temperatura i densitat. La Voyager 2 va trobar que en els més alts nivells (7 quilopascals de pressió), la temperatura de Saturn va ser de 70 K (-203 °C) (és a dir, 70 graus per sobre del zero absolut), mentre que en els nivells més profunds de mesura (120 kilopascals) la temperatura va augmentar a 143 K (-130 °C). El pol nord es va observar que n'era de 10 K més fresc, encara que això podria ser estacional. Per desgràcia, durant el sobrevol, la plataforma de la càmera giratòria de la sonda enganxada durant un parell de dies i algunes imatges planejat es va perdre. La gravetat de Saturn es va fer servir per dirigir la trajectòria de la nau cap a Urà.
Les sondes van descobrir i van confirmar diversos satèl·lits nous que orbiten a prop o dins dels anells del planeta. També van descobrir les petites llacunes de Maxwell i Keeler en els anells.

## Nau espacial Cassini

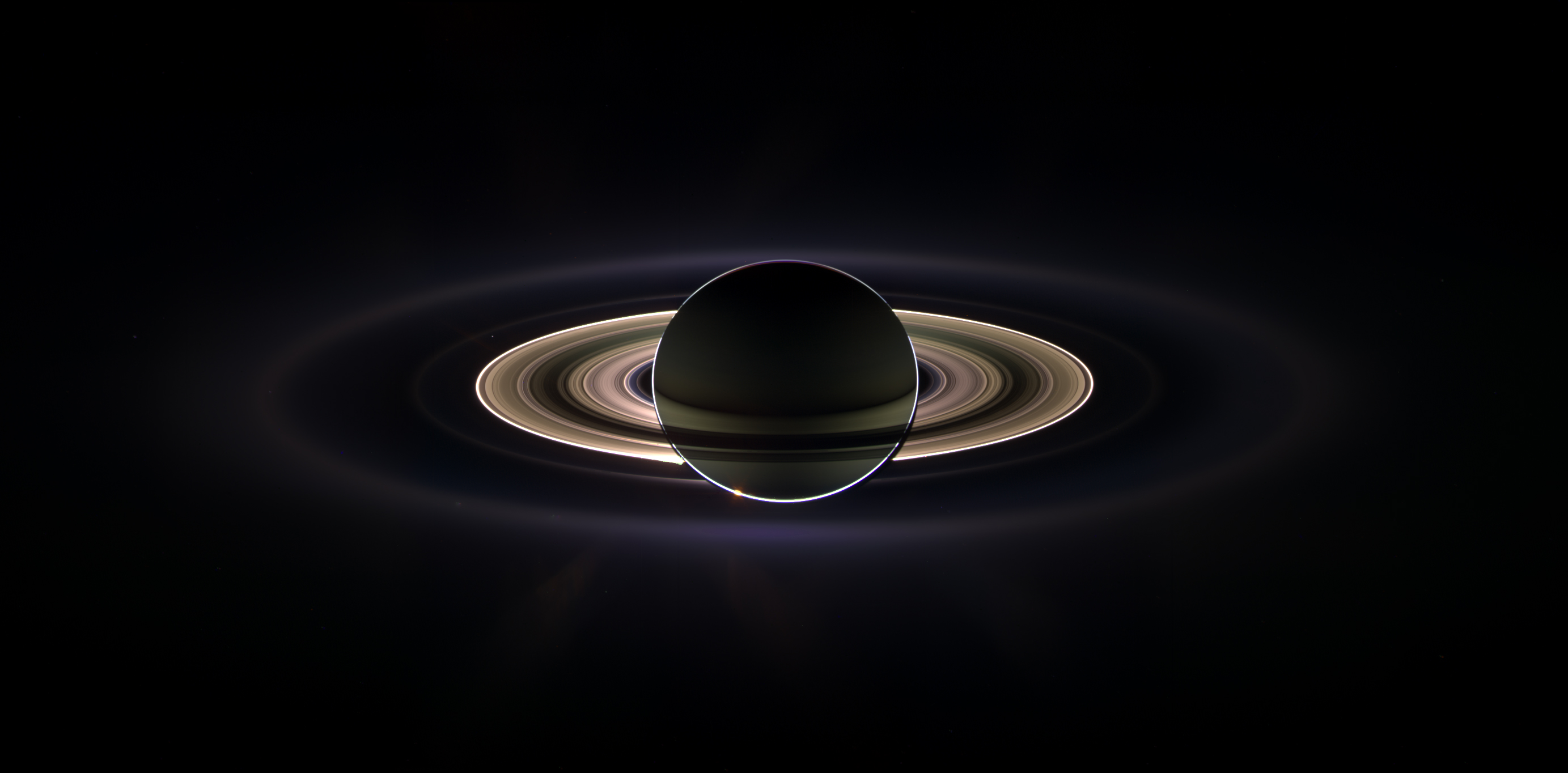
Saturn eclipsa el Sol, vist des de la Cassini

L'1 de juliol de 2004, la nau espacial Cassini-Huygens va realitzar la maniobra SOI (Saturn Orbit Insertion) i va entrar en òrbita al voltant de Saturn. Abans que el SOI, Cassini ja havia estudiat el sistema extensivament. El juny de 2004, s'havia dut a terme un sobrevol proper a Febe, l'enviament d'imatges d'alta resolució i dades de tornada.
El vehicle orbital va completar dos sobrevols de Tità abans de deixar anar la sonda Huygens el 25 de desembre de 2004. Huygens va descendir sobre la superfície de Tità el 14 de gener de 2005, l'enviament d'un flux de dades durant el descens atmosfèric i després de l'aterratge. Durant el 2005 Cassini va realitzar diversos sobrevols de Tità i satèl·lits gelats.
El 10 de març de 2006, la NASA va informar que la sonda Cassini va trobar evidències de dipòsits d'aigua líquida que fan erupció a guèisers a la lluna Encèlad de Saturn.
El 20 de setembre de 2006, una fotografia de la sonda Cassini va revelar un anell planetari que no havien estat descoberts, fora dels anells principals de Saturn i més brillants dins dels anells G i E.
El juliol de 2006, Cassini va veure la primera prova de llacs d'hidrocarburs a prop del pol nord de Tità, que es va confirmar el gener de 2007. El març de 2007, les imatges addicionals a prop del pol nord de Tità van descobrir “mars” d'hidrocarburs, la més gran de les quals és de gairebé la mida de la mar Càspia.
A partir de 2009, la sonda ha descobert i confirmat quatre nous satèl·lits. La seva missió primària era d'acabar el 2008 quan la nau va completar 74 òrbites al voltant del planeta. El 2010, la sonda va començar la seva primera missió estesa, la Missió Equinocci Cassini. La missió es va estendre una vegada més amb la Missió Solstici Cassini, que va durar set anys, fins al 15 de setembre de 2017, data en la qual la Cassini fou 
desorbitada per cremar a la capa superior de l'atmosfera de Saturn.
 Per obtenir els últims comunicats de premsa i d'informació, consulteu Cassini website Arxivat 2018-02-12 a Wayback Machine.. (anglès)

## Missions futures
Les dues naus espacials Interstellar Express
de l'Administració Espacial Nacional de la Xina (CNSA), que s'esperen llançar el 2025 o el 2026, podrien incloure un sobrevol sobre Saturn.
El 2028 la NASA té previst llançar la nau espacial Dragonfly amb l'objectiu d'allunar a Tità, la lluna més gran de Saturn

## Missions proposades

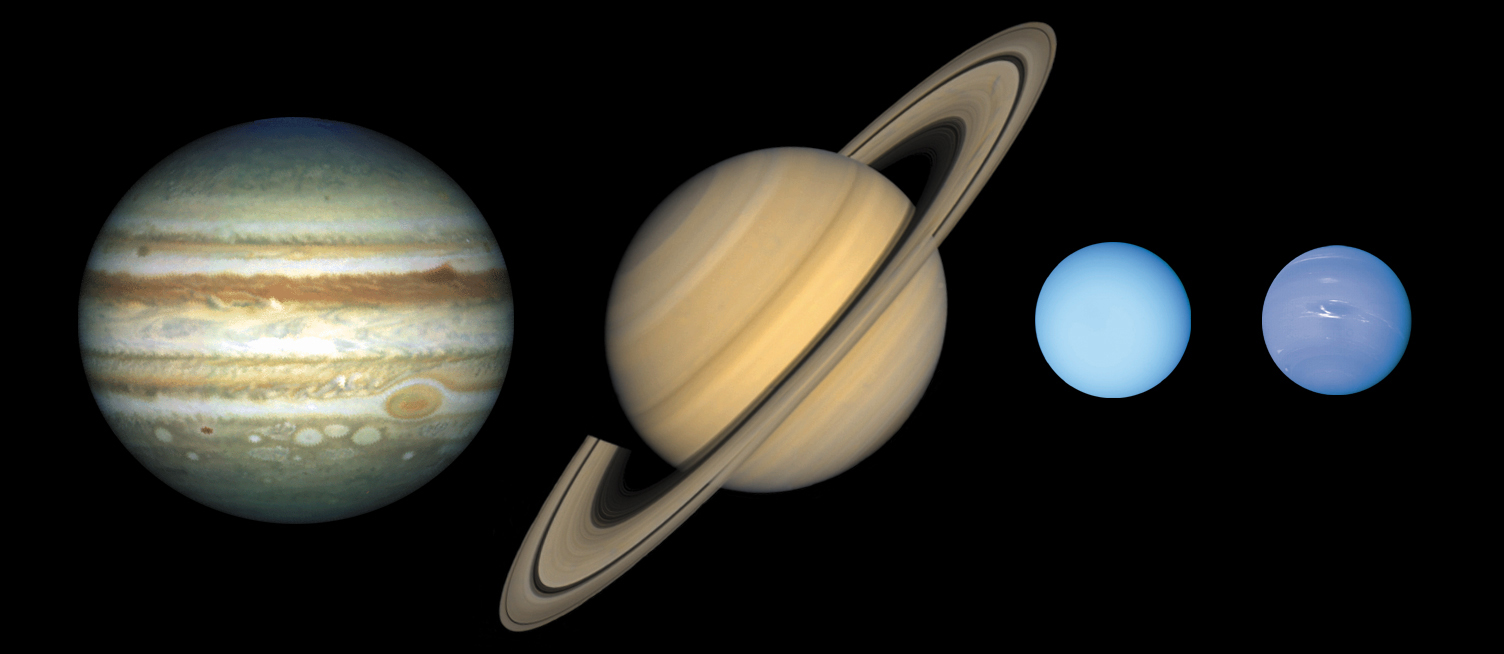
Missions a Saturn afronten la competència de les missions a altres cossos del Sistema Solar

La Titan Saturn System Mission (TSSM) és una proposta conjunta de la NASA/ESA per a l'exploració de Saturn i les seves llunes
Tità i Encèlad, on molts fenòmens complexos han estat revelats per la recent missió Cassini-Huygens. La TSSM estava competint en contra de l'Europa Jupiter System Mission proposta per al seu finançament. Al febrer de 2009 es va anunciar que l'ESA/NASA havia donat l'EJSM davant la missió prioritària de TSSM,
encara que la TSSM continuarà estudiant per una data de llançament més tard. La Titan Saturn System Mission (TSSM) va ser creada per la fusió de Titan and Enceladus Mission (TandEM) amb l'estudi de la nau insígnia de la NASA Titan Explorer 2007
Hi ha hagut altres missions proposades per al sistema de Saturn:
- 2010 JPL: Journey to Enceladus and Titan (JET)[11]
- 2011 Titan Mare Explorer (TiME); un mòdul de descens aquàtic que exploraria els llacs de metà de la lluna Tità. Aquesta missió va rebre $3 milions de dòlars americans el maig de 2011 per desenvolupar un estudi de concepte detallat com a part del programa Discovery de la NASA, però l'agost de 2012, el finançament de la NASA que va ser potencialment reservat per a l'execució de la missió TiME va ser atorgat al mòdul de descens de Mart InSight.
- 2012 DLR: Enceladus Explorer (EnEx), un mòdul de descens amb una perforador de gel.[12]
- 2012 JPL: Life Investigation For Enceladus (LIFE) una missió de retorn de mostres.[13][14][15]
- 2015 JPL: Enceladus Life Finder (ELF)[16]

## Per a més informació
- Hannu Karttunen, et al.. Fundamental Astronomy. 3rd.  Nova York: Springer, 1996. ISBN 978-3-540-60936-0 [Consulta: 21 febrer 2012].
- NASA/JPL–Caltech. «Voyager Science Results: Saturn». voyager.jpl.nasa.gov, 18 octubre 2010 [last update]. [Consulta: 21 febrer 2012].